# Такелот I
Такелот I — давньоєгипетський фараон з XXII (Лівійської) династії.

## Життєпис
Був сином Осоркона I. Правив 38 років: у 905—880 роках до н. е. він був співправителем свого батька, потім упродовж 13 років правив самостійно. Коли фараон Осоркон I помер то саме Такелот I успадкував його владу у Бубастісі, проте новий фараон отримав в особі брата Шешонка потужного противника. Почався розбрат між лівійськими вождями, що сильно послабило династію.
Від його правління не знайдено жодного пам'ятника, що містив би ім'я фараона.
Від своєї дружини Капес мав сина Осоркона, котрий і став його спадкоємцем відомим як фараон Осоркон II.